# Georgia Południowa i Sandwich Południowy

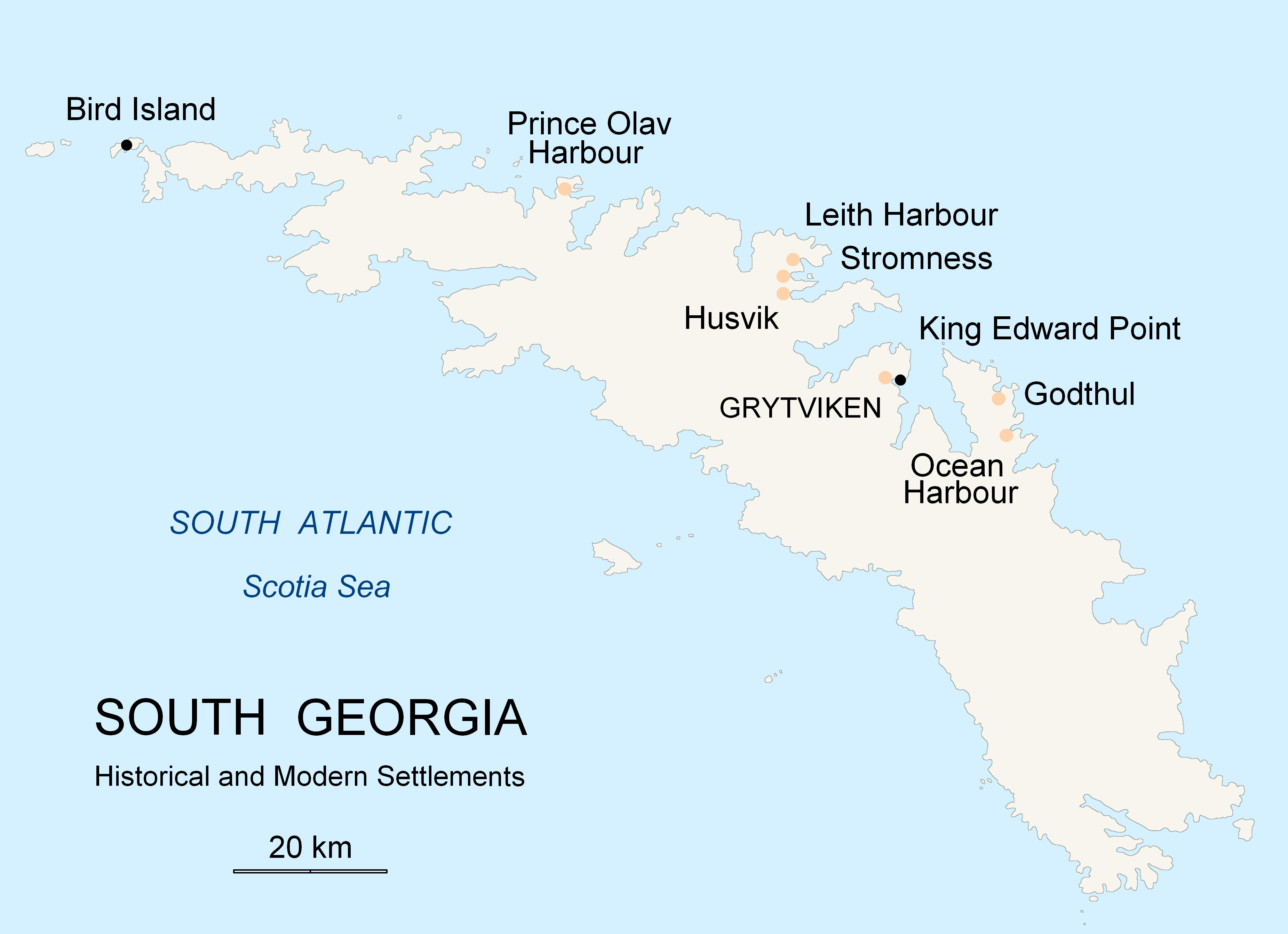
Współczesne i historyczne osiedla na Georgii Południowej

Georgia Południowa i Sandwich Południowy (ang. South Georgia and the South Sandwich Islands, SGSSI) – brytyjskie terytorium zamorskie na południowym Oceanie Atlantyckim. Leży niedaleko południowego koła podbiegunowego.
Terytorium obejmuje wyspy: Georgia Południowa oraz Sandwich Południowy, które poprzednio administracyjnie podlegały pod Falklandy.

## Geografia

### Georgia Południowa
Georgia Południowa jest górzystą wyspą leżącą na południowym skraju Oceanu Atlantyckiego, prawie 1700 km na wschód od wybrzeży Ameryki Południowej i około 1400 km na północny wschód od Półwyspu Antarktycznego. Georgia Południowa jest długą na 160 km i szeroką na około 30 km wyspą cechującą się dobrze rozwiniętą linią brzegową. Wybrzeże pocięte jest głębokimi fiordami. Niemal na całej długości linii brzegowej, wybrzeże jest skaliste, w wielu miejscach ciągną się klify. Wyspa cechuje się występowaniem licznych gór, silnie sfałdowanych, które zbudowane są z paleozoicznych i mezozoicznych skał osadowych. W południowo-wschodniej części wyspy występują skały magmowe, a w południowo-zachodniej części występują serie spilitowych law i drobnoziarnistych osadów. Szczyty gór sięgają ponad 2500 m n.p.m., a najwyższy z nich Paget ma 2935 m n.p.m.
Wyspa leży w strefie klimatu subpolarnego morskiego, gdzie cechą charakterystyczną są silne wiatry związane z Dryfem Wiatrów Zachodnich. Temperatury są niskie przez cały rok, a różnice między latem a zimą są niewielkie. Średnia temperatura roczna wynosi 2 °C. Georgia Południowa charakteryzuje się dużymi opadami wynoszącymi 1400 mm rocznie i są to głównie opady śniegu. Występuje wysoka wilgotność powietrza i częste mgły.
Wody powierzchniowe to w większości pokrywa śnieżno-lodowa. Na wyspie liczne są lodowce, które w fiordach spływają do oceanu. Od lodowych klifów często odrywają się kry i małe góry lodowe. Woda w stanie ciekłym pojawia się dość rzadko, są to niewielkie strumienia wypływające z topniejących lodowców.
Roślinność jest uboga, typowa dla obszarów podbiegunowych, jednak pod względem gatunkowym jest bogata. W Georgii Południowej rośnie 125 gatunków mchów i 150 gatunków porostów. Tam gdzie nie występują lodowce istnieje roślinność tundrowa i trawiasta. Na wyspie nie ma lasów. Fauna reprezentowana jest przez takie gatunki jak słonie morskie, uchatki i liczne też ptactwo, głównie pingwiny i albatrosy.

### Sandwich Południowy
Sandwich Południowy jest archipelagiem jedenastu większych wysp i kilku mniejszych o łącznej powierzchni 338 km². Wszystkie wyspy są pochodzenia wulkanicznego i są także wierzchołkami podwodnego Grzbietu Południowoantylskiego, zwanego także łukiem Scotta. Na wyspach tych, poza Montague istnieje działalność wulkaniczna. Wyspy mają górzysty charakter, a ich wybrzeże jest trudno dostępne ze względu na gęsto pływające kry lodowe. Łuk wysp leży w strefie lodu pływającego. Najwyższy punkt – Mount Belinda wznosi się na 1370 m n.p.m. i znajduje się na wyspie Montague.
Klimat wysp jest surowy i zalicza się do subpolarnego. Średnie temperatury w ciągu roku wynoszą 0 °C. Charakterystyczne dla tego regionu jest duże zachmurzenie i wysokie opady, głównie śniegu. Sandwich Południowy jest archipelagiem prawie całkowicie zlodowaconym, gdzie tereny wysp pokrywa śnieg i lód.
Roślinność jest bardzo uboga, miejscami występują mchy i porosty. Faunę reprezentują pingwiny i uchatka południowa.

## Historia

### Georgia Południowa
Georgia Południowa została odkryta przez Jamesa Cooka w 1775 roku. Wyspa „Isle of Georgia” została nazwana na cześć brytyjskiego króla Jerzego III. W XIX wieku wyspa była wielorybniczą bazą morską, gdzie znajdowało się 7 stacji ulokowanych na północnym wybrzeżu wyspy. Stacje istniały mniej więcej do połowy XX wieku. Obecnie stacje te są porzucone. Poza nielicznymi zachowanymi budowlami jak kościół w Grytviken ośrodki wielorybnicze uległy degradacji. Obecnie od 2001 roku wyspa obsługiwana jest przez stację badawczą British Antarctic Survey. Mieszkańcy wyspy trudnią się także rybołówstwem.

### Sandwich Południowy
Część wysp tego archipelagu została odkryta przez Jamesa Cooka w tym samym roku co Georgia Południowa. Nazwa archipelagu pochodzi od hrabiego Sandwich – Johna Montagu, brytyjskiego męża stanu. Wyspy zostały dokładnie zbadane przez Fabiana Bellingshausena w 1819 roku. Wyspy były spornym terytorium z Argentyną. Od 1976 do 1982 roku, Argentyna miała swoją bazę marynarki wojennej – Corbeta Urugwaj. Bazę tę zlikwidowano po wojnie o Falklandy w 1982 roku. 30 czerwca 2008 roku w regionie archipelagu miało miejsce trzęsienie ziemi o sile 7 stopni w skali Richtera.